# Giors Boneto
Giors Boneto  dit pittore di Paesana (Pratoguglielmo, frazione de Paesana, 19 février 1746 - après 1828) est un peintre italien. 

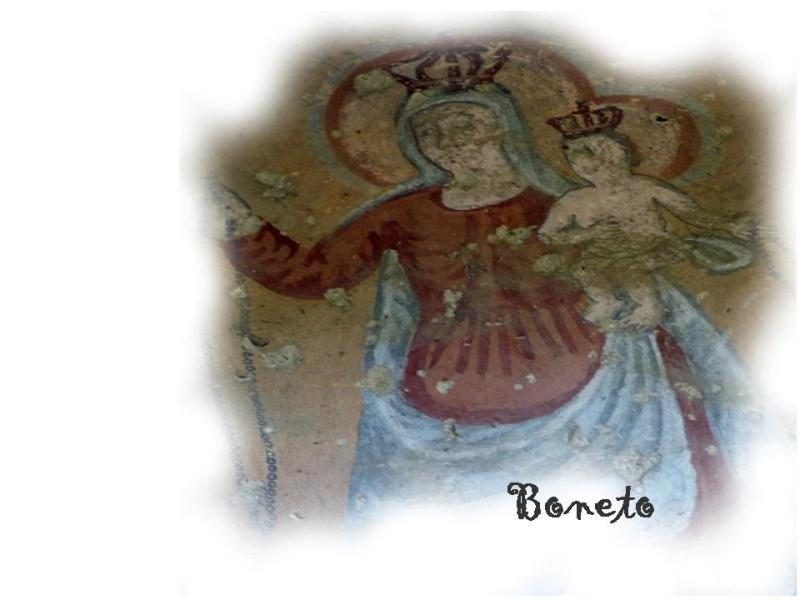
Vierge à l'Enfant, fresque (détail).

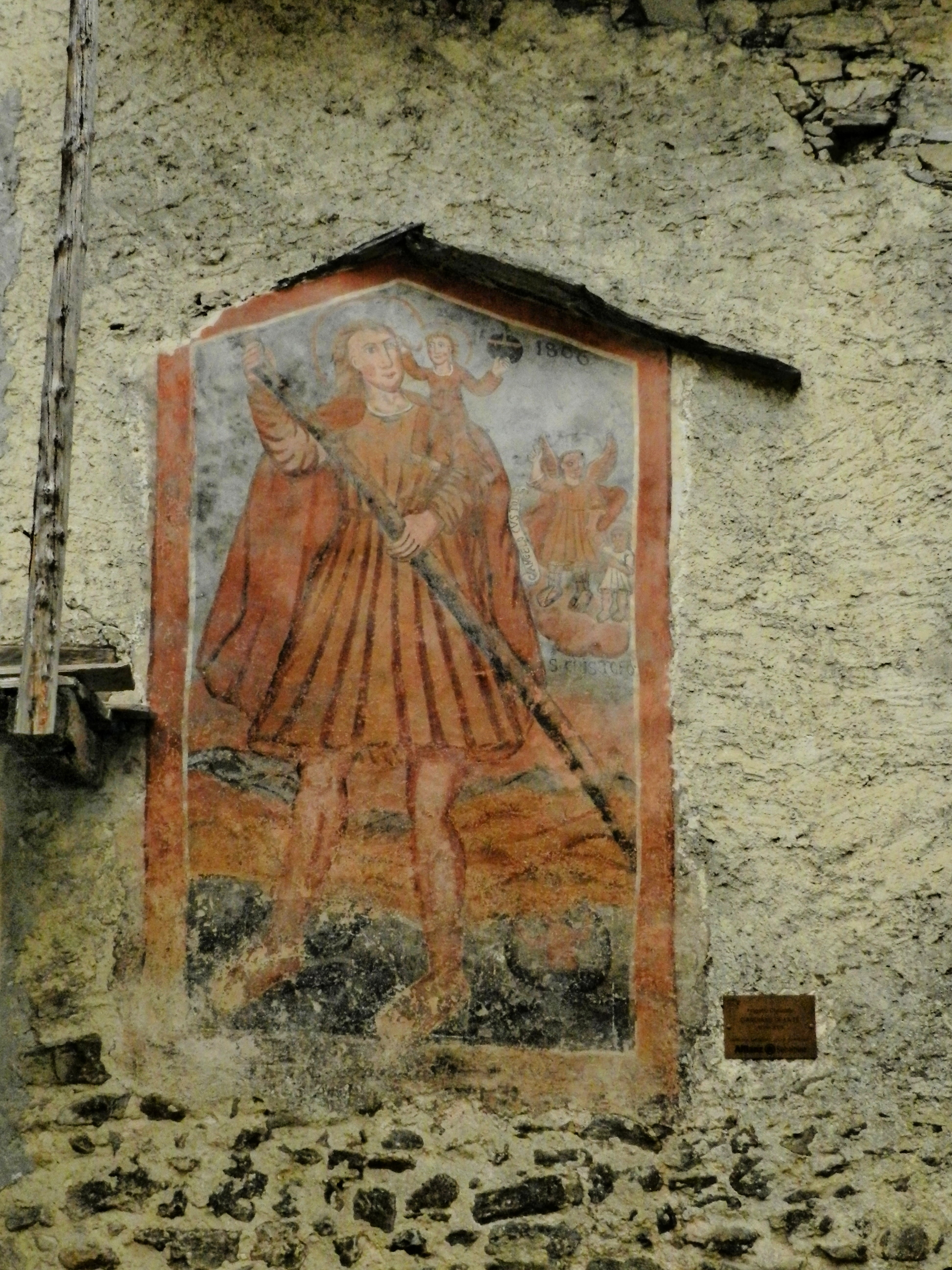
Saint Christophe.

## Biographie
Giors Boneto est né à Pratoguglielmo, une frazione de Paesana (Val Pô) le 19 février 1746. Après la mort de son père (1774) il déménage à Sanfront où il se marie. Son enfant meurt à l'âge de trois mois et en 1779 sa jeune épouse décède aussi, ce qui l'incite à pérégriner dans les vallées en tant que « peintre de rue ».
La date et le lieu de son décès restent inconnus.

## Histoire
Entre la fin du XVIIIe et le début du XIXe siècle, Giors Boneto peint de nombreuses fresques sur des édifices des vallées du Pô, Varaita, Maira, Grana, Stura, Vermegnana et Colla. 
Giors Boneto qui signe parfois ses œuvres « pittore di Paesana » est un artiste à la technique limitée, mais son style personnel est caractéristique et rapidement reconnaissable. 
La longue période d'activité de Giors Boneto débute avec ses premières œuvres de 1777, âgé alors de 31 ans, dans les vallées du Po et de Varaita jusqu'à la dernière réalisée en 1828, à l'âge de 82 ans à Marchetti di Paesana.  
Le nombre d'œuvres qui lui sont attribuées sur le territoire avoisine les 300 pièces dont 192 fresques ou poteaux votifs signés et datés.
Les œuvres de Giors Boneto respectaient des schémas simples avec un sujet central La Crucifixion ou La Vierge et L'Enfant entourés par les saints en référence au donneur d'ordre ou du saint protecteur des lieux. 
Sa production a contribué à modeler l'aspect des bourgs de montagne, car ses fresques, bien que simples, embellissaient les constructions grâce aux couleurs vives qui modifiaient le gris austère des murs.

## Sources
- (it) « Giors Boneto », sur Comune.gambasca.cn.it (consulté le 18 novembre 2012)
- (it) « Boneto ritorna a casa », sur Corrieredisaluzzo.it (consulté le 18 novembre 2012)